# 边疆人文
《边疆人文》，是南开大学边疆人文研究室在1942年至1950年主办的学术期刊。
1942年，南开大学边疆人文研究室成立后，主办了学术刊物《边疆人文》，分为甲、乙两种：甲种是语言人类学专刊，乙种是综合性的双月刊。甲种专刊先后出了三集，第一集是邢公畹的《远羊寨仲歌记音》，第二集、三集是高华年的《黑夷语法》、《黑夷语中汉语借词的研究》。乙种综合性期刊出了三卷，共十六期，出到第三卷三、四期合刊的时候，抗日战争结束，南开大学复员天津，边疆人文研究室也随之返回天津。1950年院系调整，南开大学文学院撤销，边疆人文研究室的工作及其刊物《边疆人文》的出版，继续了一个短暂时期后便告结束。目前，南开大学图书馆藏有《边疆人文》旧刊。